# Mudalvan
Pour plus de détails, voir Fiche technique et Distribution.
Mudhalvan est un film indien réalisé par S. Shankar, sorti en Inde en 1999. 
Mudhalvan a été refait en Hindi, sous le titre Nayak: The Real Hero par S. Shankar. 

## Synopsis
Un homme accepte un défi d'agir comme le Premier Ministre du Tamil Nadu pour une journée seulement, et fait une telle réussite de celui-ci que bientôt il est impliqué dans les intrigues politiques...

## Fiche technique
- Titre : Mudhalvan
- Titre original : முதல்வன்
- Réalisation : S. Shankar
- Production : S Pictures
- Dialogues : S. Shankar
- Musique : A.R. Rahman
- Pays :  Inde
- Langues : Tamil
- Année : 1999

## Distribution
- Arjun Sarja : Pugazhendhi
- Manisha Koirala : Thenmozhi
- Raghuvaran : le premier ministre Aranganathan
- Vadivelu : Balvesham, l'amie de Pughazhendhi
- Cochin Hanifa : l'assistant de CM
- Laila : « Kalakkal » Shuba
- Vijayakumar : le père de Thenmozhi
- Manivannan : le secrétaire en chef Mayakrishnan
- Kalairani : la mère de Pugazhendhi
- Omakuchi Narasimhan : l'oncle de Vadivelu
- Sushmita Sen : caméo (chanson Shakalaka Baby)
- Surya : Manohar
- Omakuchchi' Narasimhan : l'oncle de Vadivelu

## Musique
Le film comporte 6 chansons composé par A.R. Rahman:
- Azhagana Ratchashiyae - SP Balasubramanyam, Harini

- Kurukku Chiruththavale - Hariharan, Mahalakshmi Iyer

- Mudhalvanae - Shankar Mahadevan, S. Janaki (en)

- Shakalaka Baby - Vasundhara Das

- Ulundhu Vithakkaiyilae - Srinivas, Swarnalatha

- Uppu Karuvadu - Shankar Mahadevan, Kavita Subramaniam

## Récompense
Il a gagné le meilleur film Filmfare Award du Sud en 1999
(fr) 